# 니시기시촌
니시기시촌(西岸村)은 이시카와현 가시마군에 설치되었던 촌이다. 현재의 나나오시 북부에 해당한다.

## 역사
- 1889년 4월 1일 - 정촌제 시행에 의해 8개 촌의 구역을 가지고 성립하였다.
- 1954년 3월 31일 - 나카지마촌, 도요카와촌, 구마키촌, 가사시호촌, 나타우치촌과 합병해 나카지마정이 성립하였다.

## 교통

### 철도
- 일본국유철도
  - 나나오선

### 도로
- 국도 제249호선 (현재의 도로)